# Atella
Atella (Ratèdde en dialecte lucanien) est une commune italienne d'environ 3 800 habitants, située dans la province de Potenza, dans la région Basilicate en Italie méridionale.

## Géographie
Atella s'élève à 512 m d'altitude dans le cœur de la vallée de Vitalba, une vaste zone principalement plate qui s'étend de Lagopesole au Mont Vultur dans la partie nord de la Basilicate, à la frontière avec la partie orientale de la province d'Avellino. Elle est limitrophe avec les communes de : Rionero in Vulture (6km), Filiano et Ripacandida (11 km), Ruvo del Monte (14 km), San Fele (19 km), Bella (26 km), Calitri (AV) (28 km) et Avigliano (31 km). Elle est à 46 km de distance de Potenza et 130 km de l'autre capitale de la province lucanienne, Matera.

## Histoire

### Préhistoire
Les plus anciennes traces d'occupation à Atella ont été découvertes sur le site de Cimitero di Atella et datent du Paléolithique inférieur. Des outils en pierre taillés ont été conservés dans les sédiments d'un ancien lac préhistorique qui s'étendait dans toute la région il y a environ 600 000 ans. Ces outils sont attribués à l'Homo Erectus.

### Antiquité
Bien que sa fondation remonte au quatorzième siècle, certaines hypothèses attribuent à la commune une origine encore plus ancienne. Certains pensent qu'Atella fut fondée au troisième siècle avant J.C., par des réfugiés en provenance de la cité homonyme de Campanie, ou qu'elle fut édifiée sur les ruines d'une autre cité (Celenna), mentionnée par le poète latin Virgile dans l'Enéide. Quelques vestiges, comme une nécropole du IVe siècle avant J.C. et un sarcophage d'époque impériale romaine (aujourd'hui conservé au Musée archéologique national de Naples), semblent attester une origine plus ancienne que celle actuellement reconnue. Près de la "Torre degli Embrici", des fouilles archéologiques ont mis au jour en 2004 un édifice agricole et thermal (Complesso archeologico di Torre degli Embrici (it)), datant des derniers siècles avant J.C. et occupé jusqu'à la fin du Moyen âge.

### Moyen Âge
Une bulle du pape Eugène III, datée de 1152, a donné vie à "Santa Maria di Rivonigro" un hameau du fief d'Atella, qui appartenait à l'évêque de Rapolla. Toutefois, la ville est le résultat de l’implantation de fondations en forme d'échiquier, datant de 1320 et 1330, à la suite d'une réorganisation économique et sociale, voulue par les Angevins. Jean d'Anjou, fils du roi Charles II, comte de Gravina et seigneur de San Fele, Vitalba et Armaterra, promit dix ans d'exemption de taxes à ceux qui viendraient s'installer dans la ville qui sortait de terre par sa volonté. Proposition qui se révéla avantageuse pour tous les citoyens appauvris par les guerres continuelles ou écrasés par les lourds impôts des féodaux du Vulture et alentours. C'est ainsi qu'Atella fut peuplée de gens provenant majoritairement des régions de Rionero, Monticchio, Lagopesole, Agromonte, Balvano, Caldane, Sant'Andrea et d'autres localités de la région. Sous le gouvernement angevin, Atella devint un centre économique et militaire très important, au point d'être, à cette époque, une des villes les plus riches de Basilicate et, en raison de son développement florissant, connut une augmentation démographique considérable. La ville était dotée de remparts et d'un château, son accès était assuré par deux portes dont aujourd'hui ne subsiste qu'une seule, celle de Saint Michel. Les produits d'Atella comme les céréales, les fromages et les salaisons étaient exportés dans les plus grandes villes méridionales et maints habitants d'Atella nouèrent des rapports avec certaines cours princières italiennes.

### Époque moderne
Cette époque de paix et de prospérité dura près d'un siècle et Atella connut ensuite un déclin progressif, à cause des pillages répétés, des passages successifs d'un seigneur à un autre et de violents séismes. En 1423, la ville devint un fief de Giovanni Caracciolo et en 1496 elle fut mise à sac par l'armée française de Gilbert de Montpensier et conquise en 1502 par le général aragonais Gonzalo Fernandez de Cordoba après un siège d'environ 30 jours. Par la suite, de nombreux nobles héritèrent d'Atella en dot, tels que Filippo Chalon en 1530, Antonio de Leyva en 1532 et d'autres familles telles que les Capua, les Gesualdo et les Filomarino. La ville a été gravement endommagée par le tremblement de terre de 1694 qui détruisit une grande partie du patrimoine urbain, surtout le château duquel est resté, jusqu'à aujourd'hui, seulement la tour angevine. Le séisme força aussi de nombreux habitants de la ville à déménager à Melfi qui, bien que tout aussi endommagée, offrait de meilleures conditions de vie.

### LeRisorgimentoet le brigandage post-unitaire
En 1851 eut lieu un autre séisme qui détruisit quasiment toute la région. Dans la période d'unification de l'Italie, Atella participa activement au brigandage post-unification qui toucha une grande partie de la Basilicate. Près d'une centaine de gens d'Atella furent impliqués dans les révoltes de brigands après 1861. Le plus grand représentant à Atella du brigandage fut Giuseppe Caruso, lieutenant de Carmine Crocco, qui a ensuite trahi son chef après s'être rendu à la Garde nationale italienne.

## Économie
Atella est une des villes impliquées dans la production de l'Aglianico du Mont Vultur, vin reconnu AOC en 1971 et de l'« huile du Vulture  », reconnue avec la certification AOP. La commune accueille aussi l'aire industrielle de la Vallée de Vitalba, d'une superficie de 840 000 m2 et qui abrite des entreprises comme la Filature de Vitalba, propriété du groupe Miroglio, créée au début des années 1990. L'usine de confiseries de Vicenzi s'est installée en 2005, là où se trouvait avant une usine de Parmalat, et emploie environ 150 employés. Il faut également signaler la C.M.D. (Constructions de Moteurs Diesel) qui destine ses produits à l'établissement Fiat de Melfi.

## Monuments et patrimoine

### Architecture religieuse

#### Église mère de Santa Maria ad Nives
Ce bâtiment datant du XIVe siècle a subi plusieurs restaurations à cause de nombreux tremblements de terre qui, depuis sa construction, ont menacé sa stabilité. C'est pourquoi l'édifice révèle différentes phases de construction, la façade du XIVe siècle s'oppose en effet à l'intérieur datant du XVIIIe siècle. Il a été dédié à "Santa Maria ad Nives"(en latin de la neige peut se traduire par "ad nives"). La façade, qui donne sur la place principale de la ville, est composée d'un portail avec un arc en ogive, au-dessus une rosace et deux niches avec les statues de Sant'Antonio Abate et San Nicola di Bari, au niveau supérieur se trouve un crucifix archaïque. La partie intérieure de l'église, composée d'une seule nef, expose plusieurs tableaux du XVIe siècle comme "L'Annonciation" et un tableau du XIXe siècle représentant "La Vierge de la Neige", à qui est dédié l'édifice.

#### Église de Santa Lucia
Elle a été édifiée en 1389 et a subi une restructuration majeure en 1694. Elle abrite une fresque du XVe siècle de la Vierge Réparatrice, redécouverte à la suite du tremblement de terre du mont Vultur en 1851. Au centre du tableau, la Vierge auréolée tend ses deux bras et couvre ainsi des pans de son manteau la population agenouillée à ses jambes dont on reconnaît par les vêtements d'époque les religieux, les nobles et les habitants d'Atella. Quatre anges auréolés encadrent les quatre coins du tableau. Surplombant la scène, au-dessus de la Vierge et semblant sortir d'une fenêtre, Dieu, ses bras étendus, tient dans ses mains les flèches que lui donnent les deux anges des coins supérieurs. Une pluie de flèches tombe sur la population, sous le manteau de la Vierge. Si les flèches semblent passer au travers de ces fidèles protégés, deux personnages sont néanmoins touchés dont l'un, le haut du corps pendant sur les jambes, semble mortellement blessé.
La fresque est considérée par certains comme "miraculeuse" car elle a réussi à protéger Atella du tremblement de terre, qui causa seulement deux morts, alors que les villes voisines enregistrèrent plus de dommages matériels et corporels. Ce prétendu événement surnaturel frappa même le roi Ferdinand II des Deux Siciles qui, en visite dans la région, voulut admirer l’œuvre de ses propres yeux, en ordonnant sa reproduction. Il a également donné une contribution de 1 500 ducats pour la reconstruction de l'église.

#### Monastère des Sœurs Bénédictines
Il a été construit au XVe siècle avec le financement de Nardo De Alessandrellis, membre d'une des familles les plus nobles d'Atella, mort en 1426. Formé d'une seule nef, l'édifice s'élève à l'intérieur sur deux niveaux autour de deux cloîtres dont le plus petit, de forme régulière, constitue le noyau le plus ancien et se compose de portails et de fenêtres à meneaux en pierre sculptée.

#### Monastère de Sainte Marie des Anges
Datant du XIVe siècle, il appartenait initialement à une communauté de frères franciscains et fut abandonné à la suite de tremblements de terre qui en détruisirent la structure. Il fut confié en 1706 au Père Cono de Cancellara. D'après une description de 1723, le monastère est composé de trente pièces habitables avec d'autres salles au premier étage, au rez-de-chaussée se trouvait un réfectoire, les cuisines et sept autres pièces. Autour du cloître s'élève une arcade, composée de voûtes en croisée d'ogives avec une loggia supérieure. À l'époque, elle était également couverte par une voûte ronde, qui s'est depuis effondrée.

### Architecture militaire

#### Tour angevine
La Tour angevine est l'unique élément restant du château construit par les Angevins, détruit par le tremblement de terre de 1694. Le château, qui était composé de quatre tours latérales de garde et entouré d'un profond fossé, a été l'objet de deux longs et sanglants sièges, survenus en 1361 et en 1496.

### Sites archéologiques

#### Aire archéologique paléolithique
Située près du cimetière d'Atella, une aire de fouilles archéologiques révèle des fossiles et des artefacts qui témoignent du passage de populations préhistoriques sur le territoire. Le site de Cimitero di Atella est découvert en 1990 et fouillé pendant plus de vingt ans sous la direction du Professeur Borzatti. Grâce à la stratigraphie et aux couches de cendres volcaniques des éruptions du mont Vultur le site est daté du Paléolithique inférieur, entre 600 et 550 mille ans avant notre ère. À la même période et dans des régions voisines, se trouvent d'autres témoignages du peuplement d'Homo erectus tel qu'à Notarchirico (Venosa) et Isernia-la-Pineta.
Sur le site de Cimitero di Atella, les archéologues ont découvert des outils en pierre taillée et des restes de faune, dont deux défenses d'éléphant antique. Le complexe culturel de l'outillage lithique est identifié comme de l'Acheuléen inférieur par la présence de bifaces. L'endroit était donc habité par des groupes d'Homo erectus qui ont fabriqué des outils et ont pu exploiter des matières animales provenant de différents mammifères dont l'éléphant antique.

## Administration
| Période                                  | Période    | Identité                  | Étiquette                               | Qualité    |
| ---------------------------------------- | ---------- | ------------------------- | --------------------------------------- | ---------- |
| 10/06/2018                               |            | Gerardo Lucio Petruzzelli | Lista civica "Orgoglio angioino"        | commerçant |
| 27/05/2013                               | 10/06/2018 | Nicola Telesca            | Lista civica "Uniti per cambiare"       |            |
| 14/04/2008                               | 27/05/2013 | Roberto Telesca           | coalition Centre-gauche (Liste civiche) |            |
| 13/06/2004                               | 14/04/2008 | Michele Zaccagnino        | Lista civica                            |            |
| 13/06/1999                               | 13/06/2004 | Domenico Telesca          | coalition Centre-gauche (Contr.uff.)    |            |
| 23/05/1995                               | 13/06/1999 | Anna Maria Bocchetti      | coalition Centre-gauche (Liste civiche) |            |
| Les données manquantes sont à compléter. |            |                           |                                         |            |

### Hameaux

#### Sant'Ilario
Sant'Ilario est un petit village de la communauté de communes d'Atella, situé à 870 m d'altitude, sur un contrefort des Apennins qui, du mont Caruso (1236 m), descend vers la vallée de Vitalba (450 m). Accroché au côté est du contrefort, près de l'ancien Tratturo Regio, Potenza-Venosa, il ouvre ses fenêtres à l'Est où domine l'imposante masse du château de Lagopesole. Le village de Sant'Ilario tient son nom de l'ancien fief homonyme qui l'entoure, dont l'origine s'est perdue. Une vieille légende raconte que le nom lui a été laissé par Saint Hilaire de Poitiers, le saint évêque français de la cathédrale qui a vécu en 300 après J.-C., après avoir séjourné quelques jours sur place, pendant son voyage vers la Terre Sainte. Les restes d'un autre ancien hameau homonyme et les restes de deux châteaux dénommés, encore aujourd'hui, Châteaux de Sant'Ilario, datés de l'an 1000, témoignent de l'ancienneté du fief. Entre la fin du XVIIIe siècle et le début du XIXe siècle, des groupes de colons d'Avigliano s'installèrent dans le hameau et donnèrent naissance au village actuel. La construction du village se fit en très peu de temps grâce aux pierres recyclées des deux anciens châteaux qui étaient construits non loin de là, sur un haut plateau qui domine toute la vallée de Vitalba, d'où l'on peut étendre le regard vers les horizons lointains de l'Irpinia et de Gargano.
En 1861, par décret de François II de Bourbon, les colons d'Avigliano qui habitaient le village et qui n'avaient jamais perdu le contact avec leur terre d'origine d'Avigliano, furent contraints de passer sous l'autorité de la ville d'Atella, propriétaire officiel des terres, pour conserver le droit de posséder sur le territoire, dans lequel ils s'étaient installés depuis longtemps. Pendant la "question méridionale", en raison de sa position géographique, de la distance avec les contrôles et de la proximité avec la forêt, qui favorisait la fuite, le village devint un repaire de brigands. Il fut incendié deux fois : une fois par ces derniers, et une autre par la Garde nationale qui cherchait vainement à reprendre le contrôle du territoire. Le village réussit à survivre aux événements du brigandage, fut entièrement reconstruit et se repeupla de nouveau, atteignant à la fin du XIXe siècle près de 1000 habitants. Le cimetière fut construit et plusieurs activités commerciales et artisanales débutèrent, dirigées par 1000 autres habitants des contrées voisines. Le village fut, pendant très longtemps, jusqu'aux années 1963-64, le point de référence pour toute la vaste zone environnante qui tombait également dans les communes de Bella, San Fele et Avigliano. C'est pour cette raison qu'il a même été envisagé la possibilité que le hameau devienne une commune autonome. Mais encore une fois, l'émigration vers les grandes villes industrialisées du nord a pris le dessus, si bien que petit à petit le village se dépeupla comme tous les villages de Basilicate. Aujourd'hui le village de Sant'Ilario se redécouvre comme lieu touristique, aussi bien l'été que l'hiver, depuis qu'est apparue une structure hôtelière accueillante prête à héberger les écoles, les visiteurs et les touristes.

#### Montesirico
Le hameau de Montesirico est distant de 5,14 kilomètres de la même municipalité d'Atella dont il fait partie. Il se situe à 624 mètres d'altitude. À Montesirico, il y a au total 55 bâtiments, dont 53 sont utilisés. Parmi ces derniers, 49 sont destinés à la fonction résidentielle, 4 sont destinés à la production, au commerce ou autre. Des 49 bâtiments destinés aux fonctions résidentielles, 44 bâtiments sont construits avec mur portant, 3 en béton armé et 2 sont faits avec d'autres matériaux, tels que l'acier, le bois ou autre. Des bâtiments construits à des fins résidentielles, 11 sont en très bon état, 21 sont en bon état, 17 sont dans un état médiocre et 0 dans un très mauvais état.

#### Sant'Andrea
Le hameau de Sant'Andrea est distant de 5,52 kilomètres de la même municipalité d'Atella à laquelle elle appartient. Il se situe à 700 mètres d'altitude. Dans le hameau de Sant'Andrea résident cent quarante-quatre habitants, dont soixante-neuf sont des hommes et les soixante-quinze autres des femmes.
On dénombre au total à Sant'Andrea 71 bâtiments, desquels seulement 69 sont utilisés. Parmi ces derniers, 63 sont destinés à la fonction résidentielle, 6 sont destinés à un usage productif, commercial ou autre. Des 63 bâtiments habilités à la fonction résidentielle, 60 bâtiments ont été construits avec mur portant, 3 en béton armé et 0 en utilisant d'autres matériaux, tels que l'acier, le bois ou autre. Parmi les bâtiments construits à des fins résidentielles, 8 sont en très bon état, 27 sont en bon état, 27 sont dans un état médiocre et 1 est en très mauvais état.

### Communes limitrophes
Avigliano, Bella, Calitri, Filiano, Rionero in Vulture, Ripacandida, Ruvo del Monte, San Fele